# Alien 3: The Gun
Alien 3: The Gun (gestileerd als ALIEN3: The Gun) is een rail shooter arcadespel voor de Sega System 32 hardware. Het spel is ontwikkeld door Sega AM1 en uitgebracht door Sega in 1993. Gebaseerd op de film Alien 3 uit 1992, het spel volgt twee ruimtemariniers in plaats van Ellen Ripley, het hoofdpersonage uit de film.

## Verhaal
In Alien 3: The Gun speelt Ellen Ripley geen actieve rol, maar een groep ruimtemariniers. Deze mariniers worden naar het ruimteschip Sulaco uit de film Aliens gestuurd om te onderzoeken waarom het schip nog niet is teruggekeerd. Al snel ontdekken de ruimtemariniers dat de Sulaco vol zit met kwaadaardige Aliens. Uiteindelijk weten slechts twee naamloze mariniers te ontsnappen naar de oppervlakte van de planetoïde Fiorina "Fury" 161. Daar moeten de ruimtemariniers hordes Aliens en robots uitschakelen, evenals een leger commando's van de Weyland-Yutani Corporation, die eropuit zijn om op welke manier dan ook Alien proefmonsters te verkrijgen.
Net als in de Alien 3-film, verschijnt aan het einde van het spel de menselijke variant van de Bishop-android. Hij vraagt de ruimtemariniers om de proefmonsters van de Aliens te overhandigen. Echter, wanneer de mariniers laten weten dat alle Aliens zijn vernietigd, valt Bishop hen aan. Nadat hij is gedood, dringt er een groep Weyland-Yutani commando's de ruimte binnen. Vervolgens verschijnt er een tekst die aangeeft dat het onduidelijk is of de ruimtemariniers nog in leven zijn.

## Gameplay
In Alien 3: The Gun speelt de speler (of spelers in co-op-modus) met een van de twee grote en zware lichtpistolen die op de arcadekast zijn bevestigd. Het lichtpistool is ontworpen naar de M41A Pulse Rifle uit de Aliens film. Als de speler de knop van het lichtpistool ingedrukt houdt, neemt de vuurkracht van het wapen snel af. Zodra de speler stopt met schieten, keert de kracht van het vuurwapen bijna onmiddellijk terug. Het wapen beschikt bovendien over een knop om een beperkt aantal granaten af te vuren.
Het doel van het spel is om onder andere een groot aantal Aliens, zoals facehuggers en soldiers, uit te schakelen. Dit in tegenstelling tot de film, waarin slechts drie Aliens te zien zijn. Het spel bestaat uit zes levels, waarbij levels drie, vier en vijf variëren afhankelijk van de route die de speler kiest. Ieder level is gebaseerd op sets uit de film en leidt spelers bijvoorbeeld door de "Mess Hall", "Infirmary" en "Lead Works". Er zijn daarnaast verschillende eindbazen, waaronder een enorme facehugger, en power-ups, zoals een vlammenwerper.

## Ontvangst
In de editie van 1 november 1993 vermeldde het Japanse tijdschrift Game Machine dat Alien 3: The Gun de meest succesvolle upright/cockpit arcadekast van de maand was.
Alien 3: The Gun werd positief ontvangen door critici. Zo prees men in recensies de angstaanjagende sfeer en spanning in het spel.